# 谷風 (陽炎型駆逐艦)
|          |                                                                              |
| 艦歴     |                                                                              |
| 計画     | 1937年度（③計画）                                                            |
| 起工     | 1939年10月18日                                                               |
| 進水     | 1940年11月1日                                                                |
| 就役     | 1941年4月25日竣工                                                            |
| その後   | 1944年6月9日戦没                                                             |
| 除籍     | 1944年8月10日                                                                |
| 性能諸元 |                                                                              |
| 排水量   | 基準：2,033トン                                                              |
| 全長     | 118.5m                                                                       |
| 全幅     | 10.8m                                                                        |
| 吃水     | 3.8m                                                                         |
| 機関     | ロ号艦本式缶3基 艦本式衝動タービン2基2軸 52,000馬力                          |
| 速力     | 35.0ノット                                                                   |
| 航続距離 | 18ノットで5,000浬                                                            |
| 乗員     | 239人                                                                        |
| 兵装     | 50口径三年式12.7センチ砲連装×3 25mm機銃連装×2 61cm魚雷発射管4連装×2 爆雷16個 |

谷風（たにかぜ）は、大日本帝国海軍の駆逐艦。陽炎型駆逐艦の14番艦である。第17駆逐隊に所属した姉妹艦と共に機動部隊の護衛、ガダルカナル島の戦い、ソロモン諸島の戦い、輸送・護衛任務に至るまで、太平洋戦争の各方面で活動した。1944年6月、マリアナ沖海戦の前哨戦においてタウイタウイ沖で米潜水艦の雷撃により戦没した。艦名は初代「谷風」（江風型駆逐艦）に続いて2代目。

## 艦歴

### 太平洋戦争緒戦
陽炎型駆逐艦第14番艦谷風は仮称第30号艦として藤永田造船所で1939年（昭和14年）10月18日起工。藤永田造船所で建造された陽炎型は谷風以外に黒潮、夏潮、浦風、舞風がある。1940年（昭和15年）8月30日、「谷風（タニカゼ）」と命名。陽炎型15番艦「野分」も同日附で命名される。11月1日進水。1941年（昭和16年）4月25日に竣工。同日附で呉鎮守府籍。4月28日附で第一航空艦隊・第一航空戦隊に編入されるが、5月1日をもって第17駆逐隊に編入された。
太平洋戦争開戦時、第17駆逐隊（浦風、磯風、浜風、谷風）の4艦は第一水雷戦隊（司令官大森仙太郎少将：旗艦阿武隈）に所属し、南雲機動部隊の護衛部隊（阿武隈、第17駆逐隊、第18駆逐隊《霞、霰、陽炎、不知火》、秋雲）として真珠湾攻撃に参加。その後も僚艦と共に空母機動部隊を護衛しウェーク島攻略、ラバウル攻略、ダーウィン空襲、ジャワ島攻略に従事した。セレベス島スターリング湾に停泊中に谷風で事故負傷兵1名が発生、医療設備のある機動部隊旗艦赤城に治療を依頼するが赤城は赤痢患者多発のため受け入れを拒否され、谷風の負傷者を空母瑞鶴に搬送するという一幕もあった。
続いて戦艦金剛、榛名及び第17駆逐隊第1小隊（谷風、浦風）はクリスマス島砲撃を敢行する。3月6日10時30分、南雲忠一司令長官は残敵掃討を命じ、第二航空戦隊（司令官山口多聞少将：空母蒼龍、飛龍）、第三戦隊第2小隊（3番艦榛名、4番艦金剛）、第17駆逐隊（谷風、浦風、浜風、磯風）の8隻で別働隊を編制、機動部隊本隊から分離した。蒼龍、飛龍の護衛に第2小隊（浜風、磯風）を残し、金剛、榛名、谷風、浦風の4隻は3月7日早朝にクリスマス島に艦砲射撃を行った。約20分間の砲撃で谷風は31発、浦風は12発を発射、イギリス軍守備隊は白旗を掲げた。だが海軍陸戦隊を持たない4隻は同島を占領することが出来ず、白旗を放置してクリスマス島を去った。9日午後2時、谷風以下8隻は南雲機動部隊主隊と合流。第17駆逐隊は引き続きセイロン沖海戦に参加した。

### ミッドウェー海戦
1942年（昭和17年）4月10日、第十戦隊（旗艦長良）が新設され、第17駆逐隊は第10駆逐隊（秋雲、夕雲、巻雲、風雲）、第7駆逐隊（曙、潮、漣）と共にこれに加わった。ただし第7駆逐隊は機動部隊の護衛にはつかず北方部隊としてアリューシャン攻略作戦に従事、ミッドウェー海戦時の第十戦隊は、第4駆逐隊（嵐、野分、萩風、舞風）と行動を共にした。当時の谷風は第17駆逐隊司令艦（第一小隊《谷風、浦風》、第二小隊《浜風、磯風》）だった。
6月上旬、第17駆逐隊はミッドウェー作戦に参加、南雲機動部隊（第一機動部隊）の直衛として活動した。第一機動部隊は第一航空戦隊（赤城、加賀）、第二航空戦隊（蒼龍、飛龍）、第三戦隊第2小隊（榛名、霧島）、第八戦隊（利根、筑摩）、第十戦隊（長良、第10駆逐隊、第17駆逐隊）、第4駆逐隊（第四水雷戦隊所属）、給油艦5隻から成る。
6月5日、日本軍はアメリカ軍機動部隊の攻撃により空母3隻（赤城、加賀、蒼龍）を喪失し、健在だった第二航空戦隊（司令官山口多聞少将）の空母飛龍も被弾炎上、最終的に随伴駆逐艦巻雲（第10駆逐隊）による雷撃処分が実施された。
山口司令官と加来止男飛龍艦長は退艦を拒否して飛龍に残った。2隻（巻雲、風雲）は飛龍の生存者を救助して西方に退避する。
ところが6月6日午前4時30分(現地時間6月5日07:30)、空母鳳翔から発進した九六式艦上攻撃機が、漂流する飛龍と飛行甲板上の乗組員（飛龍機関科生存者）を発見する。戦艦大和の連合艦隊司令部（山本五十六連合艦隊司令長官、宇垣纏参謀長等）は南雲忠一機動部隊司令長官に対し、「飛龍ハ沈没シタルヤ、状況及ビ位置ヲ知ラセ」と発信する。これを受けて谷風に対し、飛龍を確実に撃沈するよう命令が下った。
谷風は午前9時45分(12:45)に南雲機動部隊から分離、長良偵察機の誘導で飛龍を捜索したが発見できず、沈没したものと判断して帰路につく。宇垣纏連合艦隊参謀長の手記「戦藻録」では、谷風が2回にわたるアメリカ軍機の襲撃を受けたのは現場海域に向かう途中であり、深夜に目的海域に到着して捜索するも飛龍を発見できなかったと記述している。
戦闘詳報によれば、谷風（勝見駆逐艦長）は6月6日1508よりアメリカ軍急降下爆撃機計36機または37機と交戦、4機撃墜を報告した。
アメリカ軍によれば、米空母エンタープライズ (CV-6)とホーネット (CV-8)は南雲機動部隊の追撃を開始。正午頃、エンタープライズの攻撃隊32機、ホーネットの攻撃隊26機が発進したが日本艦隊を発見できず、夕刻になり搭乗員達は帰投を考えはじめた。するとアメリカ軍攻撃隊は西方へむかう駆逐艦1隻（谷風）を発見、集中攻撃をしかけたが1発も命中せず、サム・アダムス大尉機が撃墜された。只、1発が至近弾となり、弾片が第二砲塔（第三砲塔とも）に飛び込み6名の戦死者を出した。
ミッドウェー基地から発進したB-17隊は、まず重巡洋艦2隻（三隈、最上《衝突のため艦首大破中》）に爆弾39発を投下したが、1発も命中しなかった。B-17隊は空母を求めて再度出撃したが発見できず、たまたま見つけた駆逐艦（谷風）に79発の爆弾を投下するが、1発も命中しなかった。アメリカ側の研究者は『谷風は約九十発の爆弾をかわした。戦争の全期間を通じても屈指の驚くべき脱出劇である。』と結んでいる。

### ガダルカナル島の戦い
1942年（昭和17年）8月7日にアメリカ軍がガダルカナル島とフロリダ諸島に上陸してガダルカナル島の戦いがはじまった。8月18日、第4駆逐隊司令有賀幸作大佐指揮下の陽炎型6隻（嵐、萩風、陽炎、谷風、浦風、浜風）は陸軍一木支隊先遣隊916名をトラックからガ島へ輸送、ソロモン方面へ進出した。一木先遣隊の揚陸を終えた第17駆逐隊3隻は姉妹艦3隻（嵐、萩風、陽炎）と分離、8月21日14時にラバウルへ戻った。なお谷風等が輸送した一木支隊は8月21日イル川渡河戦で全滅している。
つづいて第17駆逐隊は第十八戦隊（天龍、龍田）の指揮下に入り、ポートモレスビー作戦の一環としてレ号作戦（ラビの戦い）に投入された。
8月24日午前7時、軽巡洋艦天龍、龍田、駆逐艦谷風、浦風、浜風および第23駆潜隊は輸送船2隻（南海丸、幾内丸）を護衛してラバウルを出撃し、ニューギニア島南東部ミルン湾のラビに向かった。空襲を受けつつ25日深夜の上陸に成功。第17駆逐隊は天龍、龍田と共に対地砲撃をおこない海軍陸戦隊を支援したが、連合軍の猛反撃と航空攻撃により飛行場の占領に失敗した。第八艦隊は増援部隊をおくりこんだが作戦は進展せず、9月5日になり全面撤収の決定に至った。
ニューギニア島ラビ方面作戦が日本軍敗北により中止されると、9月26日附で第17駆逐隊・第24駆逐隊は外南洋部隊（第八艦隊）から除かれ、かわりに秋月型駆逐艦秋月と第9駆逐隊（朝雲、夏雲、峯雲）が同艦隊に編入された。10月13日附で第17駆逐隊は機動部隊前衛部隊に編入される。10月下旬、南太平洋海戦に参加。10月26日、前衛部隊に所属する第八戦隊の利根型重巡洋艦筑摩がアメリカ軍機動部隊艦載機の爆撃で大破すると、谷風、浦風は筑摩を護衛して戦場を離脱した。その後、第4駆逐隊、第17駆逐隊、駆逐艦秋雲は南太平洋海戦の損傷艦（翔鶴、瑞鳳、熊野、筑摩）等を護衛して日本本土に戻った。
11月22日、谷風は重巡洋艦熊野と共に呉を出港、第14軍・第65旅団のマニラ〜ラバウル輸送作戦（夏輸送）に従事した。23日、トラック泊地からマニラへ航行中の第九戦隊（司令官岸福治少将、軽巡北上、大井）の指揮下に入る。熊野、谷風は27日にマニラ到着。先に到着していた軽巡3隻（北上、大井、球磨）と共に第14軍・第65旅団の兵員と物資を積載する。翌日出港。12月4日、ラバウルに到着して輸送任務を終了した。同日附で熊野、谷風は外南洋部隊（第八艦隊）に編入された。
その後、ソロモン諸島方面への輸送作戦に従事した。12月7日、第15駆逐隊司令の指揮下で駆逐艦嵐、野分、長波、親潮、黒潮《旗艦》、陽炎、浦風、谷風、江風、涼風、有明による第三次輸送作戦が実施されたが、野分が航行不能となる被害を受け揚陸は断念された。
12月11日、第17駆逐隊（浦風、谷風）は第二水雷戦隊司令官田中頼三少将が指揮する増援部隊（照月、親潮、黒潮、陽炎、長波、谷風、浦風、涼風、江風、嵐、有明）として第四次ガ島輸送作戦に参加、秋月型駆逐艦照月の沈没に遭遇した。その他にもラエ、ムンダへの輸送作戦に従事する。12月16日のムンダ輸送は親潮、黒潮、陽炎、谷風、12月21日は谷風、陽炎、巻波、浦風だった。
12月25日、米潜水艦シードラゴンに雷撃されて損傷した輸送船南海丸を護衛中の駆逐艦卯月が南海丸と衝突して航行不能となった。ラバウルに停泊していた第31駆逐隊（長波）、第27駆逐隊（有明）、第17駆逐隊（谷風、浦風）は急遽出動して救援にむかった。卯月は第27駆逐隊有明に曳航され谷風の護衛下でラバウルへ向かうが、有明もB-24爆撃機の空襲により中破した。そこで浦風が卯月を曳航し、2隻を長波が護衛してラバウルへ帰投した。27日にはバングヌ島ウィックハムへ谷風、浦風、磯波、電、荒潮、夕暮で輸送作戦を行った。
1943年（昭和18年）1月5日より第17駆逐隊（谷風、浦風、浜風、磯風）はパプアニューギニアのラエへむかう輸送船団を護衛した。
1月15日、谷風は秋月型駆逐艦秋月（第十戦隊旗艦）指揮のもと、時津風、嵐、黒潮、浦風、浜風、磯風、舞風と共にドラム缶輸送に従事する。同日、至近弾により谷風、浦風、浜風は損傷を受け、谷風では勝見艦長が戦死した。以降も2月上旬のガダルカナル島撤退作戦（ケ号作戦）に参加。第二次作戦・第三次作戦中に姉妹艦舞風、磯風が損傷し、長期修理となった。谷風はその後もトラック方面で護衛任務に従事。
4月、独立工兵3個連隊と第二十師団の一部をハンサ湾へ輸送する第二次ハンサ輸送で駆逐艦「天津風」、「第二十六号駆潜艇」、「第三十四号駆潜艇」とともに輸送船6隻を護衛。船団は4月6日にパラオから出発し、4月12日にハンサ湾に到着。同日、爆撃を受けて輸送船「しどにい丸」が被弾し擱坐した。翌日は悪天候のため揚陸作業は打ち切られ、「谷風」と「第二十六号駆潜艇」は輸送船3隻と共にウェワクに、他はパラオへ向かった。「谷風」の方の船団はウェワクで残りの物件を揚陸しパラオへ向かったが、その途中で爆撃を受け輸送船「いんであ丸」が沈んだ。「谷風」などは4月20日にパラオに帰投した。
5月5日、「東海丸」が「東京丸」に曳航され、「谷風」の護衛でサイパンを出港したところ、アメリカ潜水艦「パーミット」の攻撃で被雷大破した。

### 太平洋戦争中盤以降
6月16日、17駆（谷風、浜風）は第三戦隊（金剛、榛名）、第七戦隊（熊野、鈴谷）、空母3隻（龍鳳、雲鷹、冲鷹）、軽巡五十鈴、第7駆逐隊（潮、曙）、第16駆逐隊（雪風）、第27駆逐隊（時雨、有明、初春）、駆逐艦清波、涼風、新月と共に横須賀を出発、21日にトラック泊地へ到着した。到着と同時に、那珂、五十鈴、長良、雪風、谷風、浜風、時雨はナウル島への兵員輸送作戦に従事する。17駆（谷風、浜風）は第十四戦隊の軽巡洋艦2隻（那珂、五十鈴）と共に第一次輸送部隊を編制し、25日にナウルへ到着し揚陸を終えた。その後ニュージョージア島の戦い勃発にともない、重巡鳥海、駆逐艦谷風、雪風、涼風、江風《途中で引き返す》はラバウルへ移動した。7月5-6日、第三水雷戦隊（司令官秋山輝男少将、旗艦：秋月型駆逐艦新月）の指揮下で17駆（谷風、浜風）はクラ湾夜戦に参加。警戒隊（新月-涼風-谷風）という単縦陣でアメリカ軍巡洋艦部隊（指揮官ウォルデン・L・エインズワース少将）と交戦する。谷風は涼風と共に雷撃を敢行し（谷風は魚雷8本発射）。セントルイス級軽巡洋艦ヘレナを撃沈した。だが、新月が沈没し魚雷次発装填後に戦場へ戻ってきた谷風の捜索でも発見できなかった。秋山少将以下新月乗組員は全員戦死、第三水雷戦隊司令部は全滅した。この海戦で「谷風」は艦首に一発命中弾を受け、不発であったが揚錨器室などに浸水し揚錨器が使用不能となった。砲弾が錨鎖庫の側壁に突き刺さっていたという。
また、戦闘詳報の中でアメリカ軍のレーダーの脅威を訴えている。またアメリカ軍巡洋艦の装備と能力を正当に評価し、『肉薄しないのは精神力の不足』と批判せぬよう指摘している。ラバウルへ帰投後「谷風」は工作艦「八海丸」に横付けして応急修理を行い、それからトラック経由で日本本土へ戻った。
9月5日、空母隼鷹、第十六戦隊（木曾、多摩）、駆逐艦大波、谷風による丁一号輸送部隊が編成される。19日、隼鷹、谷風は岩国市を出発、24日にトラックへ到着する。ここで軽巡2隻（木曾、多摩）と合流、4隻はポナペ島に兵員を輸送した。谷風は引き続き各方面の輸送・護衛任務に従事した。
10月31日、トラック泊地への輸送任務を終えた戦艦2隻（伊勢、山城）、空母2隻（隼鷹、雲鷹）、巡洋艦2隻（利根、龍田）、駆逐艦4隻（海風、涼風、谷風、曙）は第十一水雷戦隊司令官高間完少将の指揮下、トラック泊地を出発した。11月5日午前5時、暗号解読により豊後水道近海で日本艦隊を待ち伏せていた米潜水艦ハリバットは第十一水雷戦隊を襲撃。5時35分に魚雷1本が隼鷹の艦尾に命中し、直進不能となった隼鷹は重巡洋艦利根に曳航されて日本本土に向かった。谷風は隼鷹の護衛を行い、海に落ちた隼鷹の乗組員2名を救助した。
12月12日、谷風は戦艦大和、空母翔鶴、駆逐艦秋雲、山雲と共にトラック泊地を出発し、17日に横須賀に到着した。横須賀にて陸軍兵士（宇都宮編成陸軍独立混成第一連隊）と軍需品を各艦に搭載、南方への輸送任務「戊一号輸送任務」に従事する。25日、谷風、山雲に護衛されて航行する大和は、暗号解読により待ち伏せていた米潜水艦スケートの発射した魚雷1本を被雷、小破した。トラックにて陸兵や軍需物資を揚陸後、大和は修理のため日本本土へ回航された。谷風は戊三号第一部隊（熊野、鈴谷、谷風、満潮）に編入され、29日にトラック発、31日にカビエンに到着して揚陸に成功、1月1日にトラックへ戻り任務を終了した。

### 昭和十九年の戦い
1944年（昭和19年）2月12日、第17駆逐隊は重巡洋艦部隊を護衛してトラック泊地を出発、リンガ泊地へ向かった。16-17日、トラック島空襲で第十戦隊旗艦阿賀野、第十戦隊・第4駆逐隊舞風が撃沈された。21日にリンガ泊地へ進出し訓練に参加。その間ダバオ、パラオ、サイパンなどへの船団護衛に従事する。この頃、第16駆逐隊は雪風1隻のみとなっていた。3月31日をもって16駆は解隊、同日付で雪風は第17駆逐隊に配属された。当時谷風に乗艦していた山田看護兵曹（谷風の沈没後浜風に、更に後に雪風に異動）によれば、「三月二十日付で、第十六駆逐隊の雪風が第十七駆逐隊に編入され、過去に例のない五隻編成となった。艦マークも五番艦はどうなるのか、谷風乗組員の間では、『雪風は十六駆で僚艦を全部食い尽くした』と、あまり歓迎されなかった」と、五隻編成に不満があった事が述べられている。（五番艦を示す艦船記号は定められていなかったため、便宜上雪風は五角の輪を煙突に記入している。）5月28日、タウイタウイに進出。6月1日の時点で、第10戦隊（旗艦矢矧）所属・第17駆逐隊は第一小隊（司令駆逐艦磯風、浦風、谷風）と第二小隊（浜風、雪風）で編成されていた。
その頃、タウイタウイ泊地では、アメリカ軍潜水艦の活動により日本海軍駆逐艦の撃沈が相次いでいた。6月9日、湾外に敵潜水艦出現の報を受け、磯風(17駆司令艦)、谷風、島風、早霜はタウイタウイ湾口で対潜警戒に従事する。午後10時過ぎ、谷風はタウイタウイ州ボンガオ島より229度、9浬附近を航行していた。同時刻、米潜水艦ハーダーが谷風より900メートルの距離から魚雷を4本発射。最初の魚雷は谷風の前を通過していったが、2番目と3番目の魚雷が谷風の左舷艦首と左舷一番砲塔〜艦橋真下に命中し、4本目は逸れていった。最初に艦首、次に艦中央部に魚雷が命中した谷風は、22時25分に轟沈した。沈み行く谷風から起こる爆発は水中にいたハーダーをも揺るがせ、潜望鏡の視界いっぱいに目もくらむような爆発による閃光が見え、谷風は完全に姿を消した。さらに水中で搭載機雷が誘爆し、脱出者に多数の死傷者が出た。磯風や救援のためかけつけた駆逐艦沖波が救助を実施。艦長以下114名が戦死、126名が救助された。6月10日、渾作戦に従事して大和、武蔵を護衛していた沖波は再びハーダーと交戦。ハーダーは沖波を雷撃して撃沈したと報告し、沖波はハーダーに爆雷攻撃をおこなって撃沈確実を報告した。
14日、谷風の負傷者は磯風に乗艦し、フィリピンのバコロド島へ移動した。
駆逐艦谷風は8月10日附で不知火型駆逐艦、
第17駆逐隊、
帝国駆逐艦籍より除籍された。
谷風は真珠湾攻撃、ミッドウェー海戦、ガダルカナル島の戦い、ニュージョージア島の戦いと激戦を潜り抜けてきた第17駆逐隊で、初めて撃沈された艦となった。

## 歴代艦長
艤装員長
1. 新谷喜一 中佐：1940年12月10日[109] - 1941年4月25日[110]

駆逐艦長
1. 新谷喜一 中佐：1941年4月25日[110] - 1941年9月15日[111]
2. 勝見基 中佐：1941年9月15日[111] - 1943年1月15日 戦死、同日付任海軍大佐[112]。以後1943年1月25日まで駆逐艦長の発令無し。
3. 戸村清 中佐：1943年1月25日[113] - 1943年4月25日[114]
4. 前川新一郎 中佐：1943年4月25日[114] - 1943年11月8日[115]
5. 池田周作 少佐/中佐：1943年11月8日[115] - 1944年6月11日 戦死、同日付任海軍大佐[116]